# النقطة البيضاء (بحرة)
النقطة البيضاء أو الحذيفات قرية سعودية، تتبع محافظة بحرة في منطقة مكة المكرمة.

## الوصف
تبعد القرية عن المركز 12 كم بإتجاه الجنوب الشرقي، نوع الطريق وعر. الخدمات التعليمية: مدرسة الحذيفات الابتدائية بنين، والمدرسة السابعة الابتدائية بنات. أقرب مدينة أو قرية بها صحة هو مركز بحرة. الخدمات العامة: كهرباء عامة وهاتف.